# ليبيانا
ليبيانا للهاتف المحمول (بالإنجليزية: Libyana)‏ هي شركة اتصالات عبر الهاتف المحمول تم تأسيسها سنة 2004. ليبيانا هي إحدى اثنين من شركات الاتصالات في ليبيا ومملوكة من طرف الشركة الليبية للبريد والاتصالات وتقنية المعلومات القابضة (القابضة، LPTIC).
تأسست ليبيانا للهاتف المحمول كشركة وطنية تتبع شركة العامة للبريد والاتصالات السلكية واللاسلكية لتقدم خدمة الهاتف المحمول داخل ليبيا، وبدأت في تنفيذ مشروع شبكة الهاتف المحمول بتاريخ 9 سبتمبر 2003. لتشمل تغطية المشروع ثلاث مدن وهي طرابلس وبنغازي وسبها كمرحلة أولى، حيث تم تدشين الشبكة بنظام جي.اس.ام (GSM)، وتشغيل خدمات الرسائل القصيرة وتقنية GPRS المتمثلة في خدمة الرسائل متعددة الوسائط وخدمة الإنترنت التي ربطت الشبكة بنظام المعلومات العالمي السريع.
دخلت ليبيانا لسوق الاتصالات الليبي من خلال تقديم خدمات اتصالات واسعة، حيث سيطرت على كامل الحصة السوقية في غضون سنة. تمتلك ليبيانا الآن الحصة الأكبر في سوق الاتصالات الليبي، ويتعدى معدل التوسع في خدماتها في السوق الليبي 116٪.
أسست ليبيانا شبكة الاتصالات الخاصة بها في المناطق الأساسية في ليبيا في وقت قياسي، وكانت أول شركة اتصالات في شمال أفريقيا في تقديم خدمة الجيل الثالث (3G) في سبتمبر 2006.
تمكنت ليبيانا من توسيع شبكتها إلى أكثر من 15 مركزًا تجاريًا في مناطق مختلفة من ليبيا. حيث بلغ عدد المشتركين في خدمات الاتصالات بشركة ليبيانا حوالي 6,988,218 مشتركًا، ويبلغ عدد المشتركين في خدمات الإنترنت حوالي 2,086,237 مشتركًا (حتى نهاية الربع الثالث من سنة 2017) .
في مايو 2017، كانت ليبيانا أول شركة ليبية تقدم خدمات الجيل الرابع (4G)،
نتيجة الأضرار التي لحقت بالبنية التحتية للكهرباء والاتصالات في ليبيا بعد ثورة 2011، ونتيجة للانقطاعات الكهربية الناتجة، تضررت شبكة الاتصالات الخاصة بليبيانا مما ترك بعض المناطق في البلاد تعاني من ضعف التغطية.
تم تنفيذ ثلاثة مشاريع تراسل بتقنية الألياف البصرية في ثلاث مدن استهدفت ربط المقسمات التابعة إلى الشركة العامة للبريد وشركة ليبيانا وشركة المدار إلى جانب الربط بين مدينة سبها وبراك.
ونظراً للتزايد الكبير في عدد المشتركين، وقعت شركة ليبيانا في شهر الطير (أبريل) 2005ف عقداً مع شركة زد تي إي (ZTE) الصينية لتوسيع الشبكة لتصل سعتها الإجمالية إلى مـا يقــارب 1,500,000 مشترك، كمـا تم بخريف العــام 2005ف توقيع عقد مع شركة هواوي (HUAWEI) لتقنية الاتصالات لتوسيع الشبكة بسعة مليون مشترك وبقيمة تبلغ أربعين مليون دولار أمريكي لتصل بذلك السعة الإجمالية للشبكة مليونين ونصف المليون مشترك، في سنة 2008 ويصل عدد المشتركين في الشركة لعام 2009 6.980.539 مشترك. عدد المشتركين الحالي 6,200,000 مشترك 

## تقنيات شبكات الاتصالات في ليبيانا
- تقنيات GSM-900 و GSM-1800
- الجيل الثاني (GPRS, GPRS E)
- الجيل الثالث (HSPA, HSPA+)
- الجيل الرابع (LTE)